# اولها هوزنکو
اولها هوزنکو (اوکراینی: Ольга Миколаївна Гузенко؛ زادهٔ ۱۷ ژوئیهٔ ۱۹۵۶) قایقران روئینگ اهل اتحاد جماهیر شوروی سوسیالیستی است.